# Hoog- en Woud-Harnasch

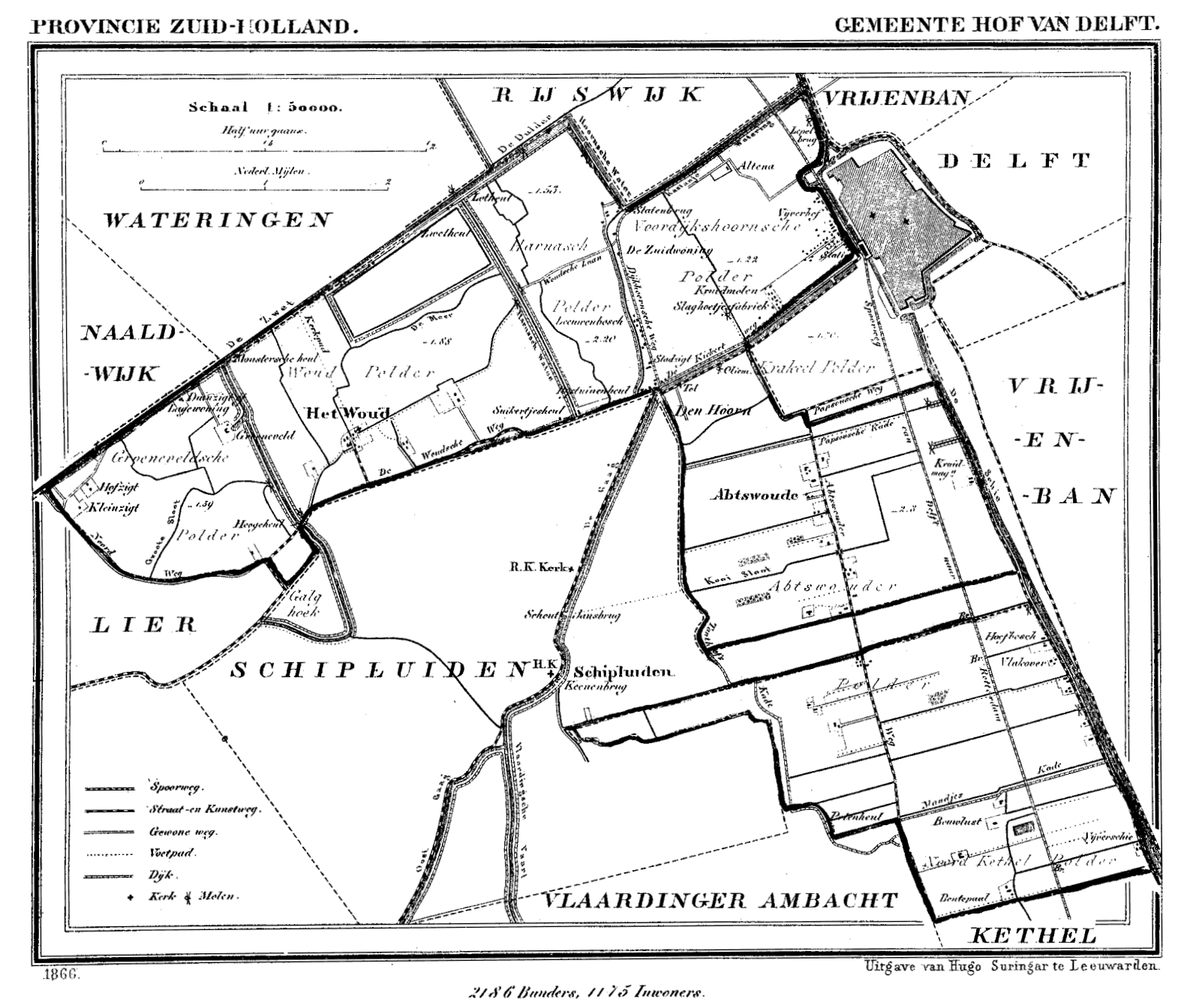

Hoog- en Woud-Harnasch is een voormalige gemeente in de Nederlandse provincie Zuid-Holland.

## Geschiedenis

Wapen van de heerlijkheid Hoog- en Woud-Harnasch

Hoog- en Woud-Harnasch was, evenals het naastgelegen Groeneveld, tot 1795 een  ambachtsheerlijkheid, met een omvang van 672 morgen en 387 roede. 
In de tijd van de Bataafse Republiek werd het eerst een municipaliteit (1795-1798) en daarna, samen met Groeneveld, een gemeente (1798-1811).
In 1812 ging de gemeente Hoog- en Woud-Harnasch met Groeneveld op in de nieuwe gemeente 't Woudt. Hoog- en Woud-Harnasch werd in 1818 een zelfstandige gemeente. Zij werd opgeheven in 1833. Het grondgebied werd toegevoegd aan de gemeente Hof van Delft.